# Campeonato Asiático de Clubes de Voleibol Feminino de 2017
Campeonato Asiático de Clubes de Voleibol Feminino de 2017 foi a 18ª edição da competição organizada anualmente pela AVC, com a participação de oito clubes (representando oito nações) no período de 25  a  31 de maio na cidade de Öskemen
.
O  Supreme Chonburi conquista seu primeiro título continental, e sua atleta Fatou Diouck foi premiada como a melhor jogadora da competição (MVP); completou o pódio Hisamitsu Springs e Tianjin Bohai Bank, respectivamente.

## Formato de disputa
Os clubes foram distribuídos em dois grupos, todos se enfrentarão entre si no respectivo grupo e ao final desta fase serão definidas as posições para o cruzamento olímpico entre os grupos (fase de quartas-de-final), os quatros clubes vencedores disputarão as semifinais e os quatros eliminados vão para a disputa do quinto ao oitavo lugares.Os times vencedores das semifinais qualificarão para a grande final e os perdedores  farão a partida pela disputa do terceiro lugar.
Para a classificação dentro dos grupos na primeira fase, o placar de 3-0 ou 3-1 garantirá três pontos para a equipe vencedora e nenhum para a equipe derrotada; já o placar de 3-2 garantirá dois pontos para a equipe vencedora e um para a perdedora.

## Participantes[2]
| Equipe               | País          | Qualificação                            |
| -------------------- | ------------- | --------------------------------------- |
| Altay Oskemen        | Cazaquistão   | Representante da Cidade-Sede            |
| Hisamitsu Springs    | Japão         | Campeão da Liga A Japonesa 2015-16      |
| Sarmayeh Bank        | Irão          | Campeão da Liga A Japonesa de 2015-16   |
| Rebisco-PSL          | Filipinas     | Representante das Filipinas             |
| Tianjin Bohai Bank   | China         | Campeão da Liga A Chinesa de 2015-16    |
| Vietinbank VC        | Vietname      | Campeão da Liga A Vietnamita de 2016    |
| Supreme Chonburi     | Tailândia     | Campeão da Liga A Tailandesa de 2016-17 |
| Taiwan Power Company | Taipé Chinesa | Campeão da Liga A China Taipei de 2016  |

Nota

A Equipe do Foton Tornadoes, atual campeão do PSL Grand Prix Conference de 2016 participaria da edição, mas um selecionado de seu país disputou a edição em sua vaga

## Primeira fase
Classificação

## Grupo A[2]
|     |                      |     | Jogos | Jogos | Jogos | Resultados | Resultados | Resultados | Resultados | Resultados | Resultados | Sets | Sets | Sets  | Pontos | Pontos | Pontos |
| Pos | Equipe               | Pts | T     | V     | D     | 3–0        | 3–1        | 3–2        | 2–3        | 1–3        | 0–3        | V    | P    | R     | V      | P      | R      |
| --- | -------------------- | --- | ----- | ----- | ----- | ---------- | ---------- | ---------- | ---------- | ---------- | ---------- | ---- | ---- | ----- | ------ | ------ | ------ |
| 1   | Supreme Chonburi     | 8   | 3     | 3     | 0     | 0          | 2          | 1          | 0          | 0          | 0          | 9    | 4    | 2.250 | 297    | 268    | 1.108  |
| 2   | Altay Oskemen        | 6   | 3     | 2     | 1     | 1          | 0          | 1          | 1          | 0          | 0          | 8    | 5    | 1.600 | 277    | 258    | 1.074  |
| 3   | Sarmayeh Bank        | 3   | 3     | 1     | 2     | 0          | 1          | 0          | 0          | 1          | 1          | 4    | 7    | 0.571 | 237    | 262    | 0.905  |
| 4   | Taiwan Power Company | 1   | 3     | 0     | 3     | 0          | 0          | 0          | 1          | 2          | 0          | 4    | 9    | 0.444 | 270    | 293    | 0.922  |

| Data   | Hora  |                      | Placar |                      | Set 1 | Set 2 | Set 3 | Set 4 | Set 5 | Total   | Relatório |
| ------ | ----- | -------------------- | ------ | -------------------- | ----- | ----- | ----- | ----- | ----- | ------- | --------- |
| 25 mai | 07:00 | ' Supreme Chonburi ' | 3–1    | Sarmayeh Bank        | 25–22 | 25–21 | 22–25 | 25–23 |       | 97–91   | 97–91     |
| 25 mai | 13:00 | 'Altay Oskemen '     | 3–2    | Taiwan Power Company | 21–25 | 25–22 | 25–19 | 17–25 | 15–11 | 103–102 | 103–102   |
| 26 mai | 08:00 | Taiwan Power Company | 1–3    | ' Sarmayeh Bank'     | 25–18 | 21–25 | 22–25 | 22–25 |       | 90–93   | 90–93     |
| 26 mai | 13:00 | Altay Oskemen        | 2–3    | ' Supreme Chonburi'  | 21–25 | 19–25 | 25–17 | 25–21 | 9–15  | 99–103  | 99–103    |
| 27 mai | 08:00 | ' Supreme Chonburi ' | 3–1    | Taiwan Power Company | 22–25 | 25–17 | 25–17 | 25–19 |       | 97–78   | 97–78     |
| 27 mai | 13:00 | Sarmayeh Bank        | 0–3    | ' Altay Oskemen'     | 16–25 | 18–25 | 19–25 |       |       | 53–75   | 53–75     |

## Grupo B[2]
|     |                    |     | Jogos | Jogos | Jogos | Resultados | Resultados | Resultados | Resultados | Resultados | Resultados | Sets | Sets | Sets  | Pontos | Pontos | Pontos |
| Pos | Equipe             | Pts | T     | V     | D     | 3–0        | 3–1        | 3–2        | 2–3        | 1–3        | 0–3        | V    | P    | R     | V      | P      | R      |
| --- | ------------------ | --- | ----- | ----- | ----- | ---------- | ---------- | ---------- | ---------- | ---------- | ---------- | ---- | ---- | ----- | ------ | ------ | ------ |
| 1   | Hisamitsu Springs  | 9   | 3     | 3     | 0     | 2          | 1          | 0          | 0          | 0          | 0          | 9    | 1    | 9,000 | 239    | 174    | 1.374  |
| 2   | Tianjin Bohai Bank | 6   | 3     | 2     | 1     | 2          | 0          | 0          | 0          | 1          | 0          | 7    | 3    | 2.333 | 236    | 168    | 1.405  |
| 3   | Vietinbank VC      | 3   | 3     | 1     | 2     | 0          | 1          | 0          | 0          | 0          | 2          | 3    | 7    | 0.429 | 191    | 230    | 0.830  |
| 4   | Rebisco-PSL        | 0   | 3     | 0     | 3     | 0          | 0          | 0          | 0          | 1          | 2          | 1    | 9    | 0.111 | 148    | 242    | 0.612  |

| Data   | Hora  |                       | Placar |                      | Set 1 | Set 2 | Set 3 | Set 4 | Set 5 | Total | Relatório |
| ------ | ----- | --------------------- | ------ | -------------------- | ----- | ----- | ----- | ----- | ----- | ----- | --------- |
| 25 mai | 04:30 | 'Hisamitsu Springs '  | 3–0    | Rebisco-PSL          | 25–17 | 25–10 | 25–14 |       |       | 75–41 | 75–41     |
| 25 mai | 09:30 | 'Tianjin Bohai Bank ' | 3–0    | Vietinbank VC        | 25–15 | 25–21 | 25–16 |       |       | 75–52 | 75–52     |
| 26 mai | 05:30 | Rebisco-PSL           | 1–3    | ' Vietinbank VC'     | 21–25 | 25–17 | 20–25 | 14–25 |       | 80–92 | 80–92     |
| 26 mai | 10:30 | 'Hisamitsu Springs '  | 3–1    | Tianjin Bohai Bank   | 25–21 | 25–22 | 14–25 | 25–18 |       | 89–86 | 89–86     |
| 27 mai | 05:30 | 'Tianjin Bohai Bank ' | 3–0    | Rebisco-PSL          | 25–8  | 25–10 | 25–9  |       |       | 75–27 | 75–27     |
| 27 mai | 10:30 | Vietinbank VC         | 0–3    | ' Hisamitsu Springs' | 17–25 | 11–25 | 19–25 |       |       | 47–75 | 47–75     |

## Fase final
|  | Quartas-de-final          | Quartas-de-final          |                           |               | Semifinal           | Semifinal           |  |  | Disputa pelo ouro         | Disputa pelo ouro |
|  |                           |                           |                           |               |                     |                     |  |  |                           |                   |
|  | 29 de maio de 2017, 05:30 |                           |                           |               |                     |                     |  |  |                           |                   |
|  |                           |                           |                           |               |                     |                     |  |  |                           |                   |
|  | Supreme Chonburi          | 3                         |                           |               |                     |                     |  |  |                           |                   |
|  | Supreme Chonburi          | 3                         | 30 de maio de 2017, 10:30 |               |                     |                     |  |  |                           |                   |
|  | Rebisco-PSL               | 1                         |                           |               |                     |                     |  |  |                           |                   |
|  | Rebisco-PSL               | 1                         | Supreme Chonburi          | 3             |                     |                     |  |  |                           |                   |
|  | 29 de maio de 2017, 10:30 |                           | Supreme Chonburi          | 3             |                     |                     |  |  |                           |                   |
|  |                           | Tianjin Bohai Bank        | 1                         |               |                     |                     |  |  |                           |                   |
|  | Tianjin Bohai Bank        | Tianjin Bohai Bank        | 1                         | 3             |                     |                     |  |  |                           |                   |
|  | Tianjin Bohai Bank        |                           | 31 de maio de 2017, 11:00 | 3             |                     |                     |  |  |                           |                   |
|  | Sarmayeh Bank             | 0                         |                           |               |                     |                     |  |  |                           |                   |
|  | Sarmayeh Bank             | 0                         | Supreme Chonburi          | 3             |                     |                     |  |  |                           |                   |
|  | 29 de maio de 2017, 08:00 |                           | Supreme Chonburi          | 3             |                     |                     |  |  |                           |                   |
|  |                           | Hisamitsu Springs         | 1                         |               |                     |                     |  |  |                           |                   |
|  | Hisamitsu Springs         | Hisamitsu Springs         | 1                         | 3             |                     |                     |  |  |                           |                   |
|  | Hisamitsu Springs         | 30 de maio de 2017, 13:00 |                           | 3             |                     |                     |  |  |                           |                   |
|  | Taiwan Power Company      | 1                         |                           |               |                     |                     |  |  |                           |                   |
|  | Taiwan Power Company      | 1                         | Hisamitsu Springs         | 3             | Disputa pelo bronze | Disputa pelo bronze |  |  |                           |                   |
|  | 29 de maio de 2017, 10:30 |                           | Hisamitsu Springs         | 3             | Disputa pelo bronze | Disputa pelo bronze |  |  |                           |                   |
|  |                           | Altay Oskemen             | 2                         |               |                     |                     |  |  |                           |                   |
|  | Altay Oskemen             | Altay Oskemen             | 2                         | 3             | Tianjin Bohai Bank  | 3                   |  |  |                           |                   |
|  | Altay Oskemen             |                           |                           | 3             | Tianjin Bohai Bank  | 3                   |  |  |                           |                   |
|  | Vietinbank VC             | 0                         |                           | Altay Oskemen | 1                   |                     |  |  |                           |                   |
|  | Vietinbank VC             | 0                         |                           |               | 1                   |                     |  |  |                           |                   |
|  |                           |                           |                           |               |                     |                     |  |  | 31 de maio de 2017, 08:30 |                   |
|  |                           |                           |                           |               |                     |                     |  |  |                           |                   |

## Quartas-de-final
| Data   | Hora  |                        | Placar |                      | Set 1 | Set 2 | Set 3 | Set 4 | Set 5 | Total | Relatório |
| ------ | ----- | ---------------------- | ------ | -------------------- | ----- | ----- | ----- | ----- | ----- | ----- | --------- |
| 29 mai | 05:30 | 'Supreme Chonburi '    | 3–1    | Rebisco-PSL          | 25–20 | 25–12 | 18–25 | 27–25 |       | 95–82 | 95–82     |
| 29 mai | 08:00 | ' Tianjin Bohai Bank ' | 3–0    | Sarmayeh Bank        | 25–11 | 25–20 | 25–11 |       |       | 75–42 | 75–42     |
| 29 mai | 10:30 | ' Hisamitsu Springs '  | 3–1    | Taiwan Power Company | 25–20 | 15–25 | 25–12 | 25–19 |       | 90–76 | 90–76     |
| 29 mai | 13:00 | 'Altay Oskemen '       | 3–0    | Vietinbank VC        | 25–23 | 25–18 | 25–14 |       |       | 75–55 | 75–55     |

## Classificação do 5º ao 8º lugares
| Data   | Hora  |                         | Placar |                  | Set 1 | Set 2 | Set 3 | Set 4 | Set 5 | Total | Relatório |
| ------ | ----- | ----------------------- | ------ | ---------------- | ----- | ----- | ----- | ----- | ----- | ----- | --------- |
| 30 mai | 05:30 | Rebisco-PSL             | 0–3    | ' Sarmayeh Bank' | 23–25 | 17–25 | 27–29 |       |       | 67–79 | 67–79     |
| 30 mai | 08:00 | ' Taiwan Power Company' | 3–0    | Vietinbank VC    | 25–19 | 25–19 | 25–17 |       |       | 75–55 | 75–55     |

## Semifinais
| Data   | Hora  |                      | Placar |                    | Set 1 | Set 2 | Set 3 | Set 4 | Set 5 | Total   | Relatório |
| ------ | ----- | -------------------- | ------ | ------------------ | ----- | ----- | ----- | ----- | ----- | ------- | --------- |
| 30 mai | 10:30 | ' Supreme Chonburi ' | 3–1    | Tianjin Bohai Bank | 25–22 | 25–23 | 24–26 | 25–23 |       | 99–94   | 99–94     |
| 30 mai | 13:00 | Hisamitsu Springs    | 3–2    | Altay Oskemen      | 18–25 | 25–17 | 25–21 | 22–25 | 16–14 | 106–102 | 106–102   |

## Sétimo lugar
| Data   | Hora  |             | Placar |                  | Set 1 | Set 2 | Set 3 | Set 4 | Set 5 | Total | Relatório |
| ------ | ----- | ----------- | ------ | ---------------- | ----- | ----- | ----- | ----- | ----- | ----- | --------- |
| 31 mai | 03:30 | Rebisco-PSL | 0–3    | ' Vietinbank VC' | 13–25 | 18–25 | 15–25 |       |       | 46–75 | 46–75     |

## Quinto lugar
| Data   | Hora  |               | Placar |                         | Set 1 | Set 2 | Set 3 | Set 4 | Set 5 | Total | Relatório |
| ------ | ----- | ------------- | ------ | ----------------------- | ----- | ----- | ----- | ----- | ----- | ----- | --------- |
| 31 mai | 06:00 | Sarmayeh Bank | 1–3    | ' Taiwan Power Company' | 20–25 | 25–18 | 20–25 | 12–25 |       | 77–93 | 77–93     |

## Terceiro lugar
| Data   | Hora  |                    | Placar |               | Set 1 | Set 2 | Set 3 | Set 4 | Set 5 | Total | Relatório |
| ------ | ----- | ------------------ | ------ | ------------- | ----- | ----- | ----- | ----- | ----- | ----- | --------- |
| 31 mai | 08:30 | Tianjin Bohai Bank | 3–1    | Altay Oskemen | 20–25 | 25–22 | 25–22 | 25–20 |       | 95–89 | 95–89     |

## Final
| Data   | Hora  |                  | Placar |                   | Set 1 | Set 2 | Set 3 | Set 4 | Set 5 | Total | Relatório   |
| ------ | ----- | ---------------- | ------ | ----------------- | ----- | ----- | ----- | ----- | ----- | ----- | ----------- |
| 31 mai | 11:00 | Supreme Chonburi | 3–1    | Hisamitsu Springs | 25–15 | 25–23 | 23–25 | 25–13 |       | 98–76 | RelatórioAQ |

## Classificação final
| Pos | Equipe                |
| --- | --------------------- |
| 1   | Supreme Chonburi      |
| 2   | Hisamitsu Springs     |
| 3   | Tianjin Bohai Bank    |
| 4   | Altay Oskemen         |
| 5   | Taiwan Power Companyr |
| 6   | Sarmayeh Bank         |
| 7   | Vietinbank VC         |
| 8   | Rebisco-PSL           |

|  | Qualificado para o Campeonato Mundial de Clubes de Voleibol Feminino de 2018 |

## Prêmios individuais
A seleção do campeonato foi composta pelas seguintes jogadoras:
- MVP (Most Valuable Player):  Fatou Diouck
- Jogadora Popular:  Sana Anarkulova